# Holl István
Holl István (Budapest, 1938. május 17. – Leányfalu, 2000. július 18.) Jászai Mari-díjas magyar színművész.

## Élete
Kilenc testvére volt, egyikük Holl János, szintén színész volt. Már 1948 és 1955 között gyermekként kipróbálhatta a színészkedést. 1959-ben végzett a Színház- és Filmművészeti Főiskolán. 
1959–61 között a debreceni Csokonai Színház, 1961–64 között a Petőfi Színház, 1964–65-ben a szolnoki Szigligeti Színház, 1965–78 között a Pécsi Nemzeti Színház, 1978–79-ben a győri Kisfaludy Színház, 1979–1981 között a kecskeméti Katona József Színház, 1981–83 között a nyíregyházi Móricz Zsigmond Színház, 1983–84-ben ismét a szolnoki Szigligeti Színház, majd 1984–85-ben ismét a nyíregyházi Móricz Zsigmond Színház tagja volt. 1985–86-ban visszatért a Pécsi Nemzeti Színházba, majd egy évadra, 1986–87-ben a kecskeméti Katona József Színház tagja lett ismételten. 1987–88-ban a Jurta Színházban, 1988–91 között a Budapesti Kamaraszínházban játszott. 1991–95 között ismételten a veszprémi Petőfi Színház tagja lett, majd 1995–99 között az Új Színházban játszott. Élete utolsó társulati tagsága a Vígszínházban volt, ahol 1999–2000-ben játszott.
2000-ben hunyt el alkoholproblémák következtében. A rákoskeresztúri temetőben helyezték örök nyugalomra.
Első felesége Pásztor Erzsi színésznő volt, akivel 21 évig éltek házasságban. Egy lányuk született: Henriette. Második felesége, Petényi Ilona színművész volt.

## Fontosabb színházi szerepeiből
- 1994/95 – Molière: Don Juan – Dimanche úr
- 1995/96 – Tankred Dorst: Merlin avagy a puszta ország – Merlin
- 1997/98 – Kurt Weill- Bertolt Brecht: Koldusopera – Peachum
- 1998/99 – Christopher Marlowe: Doktor Faustus tragikus históriája – A kórus; Lucifer

## Filmográfiája
- Temetés színész (magyar filmdráma, 1998)
- Witman fiúk (1997) – Szladek Mihály
- A rossz orvos színész (magyar játékf., 1996)
- Don Juan (TV film) színész (magyar színházi felv., 1996)
- Sántha József: A legnagyobb (TV film) színész (magyar tévéf., 1992)
- Leonce és Léna (TV film) színész (1991)
- A legényanya (magyar vígj., 1989) – Béla
- Szerelem első vérig (magyar ifjúsági film, 1985) – Ágota apja
- Rafinált bűnösök (TV film) színész (magyar tévéf., 1984)
- Csontváry színész (magyar filmdráma, 1980)
- Az erőd (magyar sci-fi, 1979) – Kolter
- Áramütés (magyar filmdráma, 1979) – Szórád doktor
- A trombitás (magyar filmdráma, 1978) – Hajdu
- Megtörtént bűnügyek (magyar krimisor., 1978) – Kozma Endre
- A szélhámos (TV film) színész (magyar tévéf., 1975)
- A járvány színész (magyar játékf., 1975)
- Autó színész (magyar játékf., 1975)
- Sztrogoff Mihály (francia-magyar-osztrák-svájci-olasz-belga-NSZK tévéfilm sor., 1975)
- Szép maszkok (TV film) színész (magyar tévéfilm sor., 1974)
- Itt járt Mátyás király – (TV film) színész (magyar tévéfilm sor., 1974)
- Árpád, a cigány (francia-magyar-NSZK kalandfilm sor., 1973) – Béla
- A szerelem határai színész (magyar játékf., 1973)
- Az utolsó budai basa (TV film) színész (magyar tévéjáték, 1964)
- Molnár Ferenc: Az üvegcipő (TV film) színész (1963)
- Légy jó mindhalálig (1960) – Török úr
- Kölyök (magyar vígj., 1959)
- 2×2 néha 5 színész (magyar vígj., 1954) – Kapitány Gyula
- Közös bűn színész (magyar játékf.)

## Díjai, elismerései
- Jászai Mari-díj (1973)
- Paulay Ede-díj (1999)